# Antonio Ordóñez
Pour les articles homonymes, voir Ordóñez.
Antonio Ordóñez Araujo, né le 16 février 1932  à Ronda (Espagne, province de Malaga) et mort le 19 décembre 1998 à Séville (Espagne), était un matador espagnol.

## Présentation
Antonio Ordóñez était le troisième des cinq enfants du matador Cayetano Ordóñez « El Niño de la Palma ». Plusieurs d'entre eux se sont lancés dans la carrière tauromachique, mais il est le seul à avoir connu la gloire.
Il débute en public en 1948 et prend l'alternative en 1951. Durant les années 1950, sa rivalité avec son beau-frère, Luis Miguel Dominguín inspire à Ernest Hemingway son célèbre reportage « L'été dangereux », paru dans le magazine américain Life avant d'être publié en librairie.
Torero de style classique, orthodoxe et esthétique, à une époque où commençaient à apparaître les matadors de style tremendista, il est encore aujourd'hui considéré comme l'un des plus grands matadors du XXe siècle. Il avait pour impresario un ancien torero issu d'une prestigieuse dynastie : Ángel Luis Bienvenida, et parmi ses proches amis, il comptait l'acteur-réalisateur Orson Welles qui a fait répandre ses cendres, après sa mort, dans la propriété d'Ordóñez.
Il se retire à la fin de l'année 1968, puis fait un bref retour en 1980 pour deux corridas.
À partir de 1962, il se lance dans l'élevage des taureaux. Il fut également organisateur de corridas, dans sa ville natale.
De sa première union avec Carmen González Lucas, sœur du matador Luis Miguel Dominguín, est née notamment Carmina, première épouse du matador Francisco Rivera « Paquirri », et mère des deux matadors Francisco Rivera Ordóñez et Cayetano Rivera Ordóñez « Cayetano ».
En 1995, le gouvernement français l'a nommé chevalier de la Légion d'honneur. En 1996, il reçoit la Médaille d'or du mérite des beaux-arts par le Ministère de l'Éducation, de la Culture et des Sports.

### Carrière
- Débuts en public : 1948
- Alternative : 28 juin 1951 à Madrid (Espagne). Parrain Julio Aparicio, témoin « Litri ». Taureaux de la ganaderìa de Galache.
- Premier de l’escalafón en 1952.